# Batasuna
Batasuna (pronuncia: batásuná; "Unità" in basco) è stato un partito politico indipendentista e socialista operativo nelle regioni spagnole della Navarra e dei Paesi Baschi, nonché nel dipartimento francese dei Pirenei Atlantici.
Fondato nel 2001 come prosecuzione di Herri Batasuna, coalizione comprendente vari soggetti politici della sinistra abertzale, si proponeva il raggiungimento dell'indipendenza del Paese basco (Euskal Herria) dalla Spagna e dalla Francia e la creazione di uno Stato socialista.

## Storia
Considerato dalla magistratura spagnola il braccio politico dell'organizzazione armata ETA, ha goduto, fin quando non è stato dichiarato illegale, di circa il 10% dei voti nelle aree basche spagnole.
Il suo status politico è sempre stato molto controverso. Il parlamento spagnolo aveva iniziato nell'agosto 2002, sia pure in assenza di un totale consenso, un processo per giungere alla dichiarazione di illegalità del Batasuna.
Contestualmente, in un procedimento parallelo, il giudice Baltasar Garzón ne aveva disposto la sospensione dopo che l'attività di intelligence aveva accertato gli stretti rapporti intercorrenti fra il partito stesso e l'ETA. Infine, il Tribunal Constitucional - in virtù degli accertati legami con almeno una parte dell'ETA - ha dichiarato Batasuna illegale il 18 marzo 2003. In Francia, invece, Batasuna fu ancora un partito legale.
Gli Stati Uniti d'America considerarono Batasuna a tutti gli effetti una organizzazione terroristica dal maggio dello stesso 2003 e a questa risoluzione giunsero anche un mese dopo i paesi dell'Unione europea.
Nelle elezioni regionali del 2005 Batasuna ha invitato i propri elettori a votare per il Partido Comunista de las Tierras Vascas (EHAK, la sua sigla in lingua basca o euskera vuol dire Euskal Herrialdeetako Alderdi Komunista), che molti considerano un mero prestanome dello stesso Batasuna.
Il 3 gennaio 2013 due suoi membri, Maite Goyenetxe e Jean Claude Aguerre annunciano la dissoluzione a Bayonne (Francia).

La bandiera di Batasuna

I membri di Batasuna, o comunque gli aderenti a movimenti o partiti politici nazionalisti baschi, si definivano col termine abertzale.

## Risultati
| Elezione                          | Voti           | %              | Seggi          |
| Herri Batasuna                    | Herri Batasuna | Herri Batasuna | Herri Batasuna |
| --------------------------------- | -------------- | -------------- | -------------- |
| Generali 1979                     | 172.110        | 0,96           | 3 / 350        |
| Generali 1982                     | 210.601        | 1,00           | 2 / 350        |
| Generali 1986                     | 231.722        | 1,15           | 5 / 350        |
| Europee 1987                      | 360.952        | 1,87           | 1 / 60         |
| Europee 1989                      | 269.094        | 1,70           | 1 / 64         |
| Generali 1989                     | 217.278        | 1,07           | 4 / 350        |
| Generali 1993                     | 206.876        | 0,88           | 2 / 350        |
| Europee 1994                      | 180.324        | 0,97           | 0 / 64         |
| Generali 1996                     | 181.304        | 0,72           | 2 / 350        |
| Europee 1999 a                    | 306.923        | 1,45           | 1 / 64         |
| Generali 2000                     | N.D.           | N.D.           | 0 / 350        |
| • a Coalizione Euskal Herritarrok |                |                |                |